# Salvatore Giuliano (película)
Salvatore Giuliano es un drama histórico italiano dirigida por Francesco Rosi estrenada en 1962. Rodado en el sentido neorrealista italiano, estilo no lineal, sigue la vida del famoso bandido siciliano Salvatore Giuliano. Giuliano está mayormente fuera de la pantalla durante la película y solo aparece como un cadáver.

## Argumento
Julio de 1950. El cadáver del bandido siciliano Salvatore Giuliano es descubierto en la corte de una casa de Castelvetrano. Un comisario levanta una breve diligencia de comprobación, los periodistas recogen algunas informaciones. Más tarde, su cuerpo es expuesto en Montelepre, su municipio natal; la multitud va a velarlo, su madre llora...
A través de una serie de escenas fragmentadas, frecuentemente inseridas en flash-back, la película se compone de dilucidar el contexto histórico, social y político en el que se inscribe este crimen: se remonta al compromiso independentista de Giuliano en 1945, después asistimos sobre todo en la matanza del 1 de mayo de 1947 en que los hombres de Giuliano abren fuego sobre manifestantes socialistas en Portella delle Ginestre y a lo largo del proceso de Viterbo de 1950 donde los interrogatorios convergen hacia la persona de Gaspare Pisciotta, teniente de Giuliano, sospechoso de haberlo traicionado y asesinado.

## Reparto
En los créditos
- Salvo Randone: El presidente de la corte del jurado de Viterbo
- Frank Wolff: Gaspare Pisciotta

Sin acreditar
- Sennuccio Benelli: Periodista
- Giuseppe Calandra: Oficial de los carabinieri
- Pietro Cammarata: Salvatore Giuliano
- Max Cartier: Francesco
- Nando Cicero: Bandido
- Pietro Franzone: Declamador de la poesía separatista
- Giuseppe Teti: Joven pastor
- Cosimo Torino: Frank Mannino
- Ugo Torrente: Bit Part
- Bruno Ukmar: Espía
- Frederico Zardi: Abogado de la defensa de Pisciotta

## Crítica
Según Michel Sineux 

Salvatore Giuliano  funda al mismo tiempo un método, la del película-informe, y un género, el cine político, frecuentemente adoptado durante los años 1960-1970, que conocerá un desarrollo excepcional en Italia

 y con el que Francesco Rosi, colaborador de Luchino Visconti rodará La tierra tiembla.
Rosi define así su película: 

Un discurso sobre el cadáver de Julio César.

 El bandido Giuliano, como tal, le importa menos que una pintura de Sicilia. Adoptando un argumento parecido, Rosi se libra, en realidad, en 

una vasta operación de desmitificación del bandido de honor, y delimita la inautenticitad radical (...)

La película Salvatore Giuliano  es esencialmente una reflexión sobre mecanismos sociológicos. No se considera como una investigación minuciosa, exhaustiva y, por otro lado, muy improbable sobre un hecho particular: el asesinato de Salvatore Giuliano. Es por eso que, la 

construcción narrativa adoptada por Rosi (...) se justifica plenamente, al contrario, por la tentativa de comprensión que intenta el cineasta sobre la base de documentos, la reconstitución de los que es honrada, pero al fin y al cabo, singularmente incompleta. Todos estos agujeros, que se niega de llenar con suposiciones, (...) indican claramente que la situación escapa aún a los que se proponen cogerla en sus matices más pequeños para cambiarla(...)

, constata Freddy Buache
El director Martin Scorsese colocó a Salvatore Giuliano como unas de sus doce películas favoritas de todos los tiempos.

## Francesco Rosi:Salvatore Giulianoo «un discurso sobre el cadáver de Jules César»
En Les Lettres françaises del 4 de marzo de 1962, Francesco Rosi declara, efectivamente, a propósito de su película:

Salvatore Giuliano  no es de hecho una película biográfica, sino un discurso sobre el cadáver de Julio César. No se ve mucho al héroe y tan solo muerto en un relato donde he intentado romper si parar la cronología. Sin perderla precaución de un fondo encadenado, paso de 1950 a 1954 o 1944 de 1948, porque evoco hechos notables, y de los que el público italiano han guardado su memoria. Mi verdadero tema es un país desgraciado, oprimido, perdido y rebelde. No espero ni exaltar, ni eclipsar a Giuliano. Quiero enseñar que fue hijo de su tiempo y de su tierra, de las condiciones sociales y políticas de los cuarenta.

Para aclararlo, el realizador napolitano se expresa así: 

A partir de hechos históricos, de personajes que han vivido realmente, intento presentar una cierta realidad, pero no en los términos de un documental. (...) Mi cine no es en absoluto un cine de documentalista, es un cine documental. Interpreto la realidad para intentar atender un cierto tipo de verdad que construyo a partir de mi óptica y a través de mi interpretación de la realidad. (...)

## Premios y nominaciones

### Premios
- 1962: Oso de Plata a la mejor dirección por Francesco Rosi[7]
- 1963: Nastri d'argento a la mejor fotografía
- 1963: Nastri d'argento al mejor director
- 1963: Nastri d'argento a la mejor música